# Georg Josef Rainprechter
Georg Josef Rainprechter   (c. 1728 - c. 1800) fou un compositor alemany.
Després d'haver rebut una bona instrucció literària i musical, estudià filosofia i dret a Salzburg i el 1750 aconseguí el títol de músic de cambra de l'elector de Baviera, sent nomenat més mestre de capella d'Altenoetting.
Va compondre nombroses misses, vespres, lletanies, antífones i cantates religioses amb orquestra.
El seu fill Johann Nepomuk (1752-1812) també fou músic reconegut.